# Julio Baylón
Julio Baylón (Pisco, 10 de setembro de 1950 — 9 de fevereiro de 2004) foi um futebolista peruano.
Ele competiu na Copa do Mundo de 1970, sediada no México, na qual a seleção de seu país terminou na sétima colocação dentre os 16 participantes.